# Pallacanestro Piacentina 2018-2019
Questa voce raccoglie le informazioni riguardanti la Pallacanestro Piacentina nelle competizioni ufficiali della stagione 2018-2019.

## Stagione
La stagione 2018-2019 della Pallacanestro Piacentina sponsorizzata Bakery, è la 1ª nella seconda serie italiana, la Serie A2.

## Organigramma societario
Aggiornato al 29 novembre 2018.
- Presidente: Marco Beccari
- Team Manager: Pietro Cammi
- Segretaria: Caterina Zanardi
- Responsabile Arbitri: Gilberto Daturi
- Responsabile Comunicazione: Luca De Micheli
- Ufficio Stampa: Carlofilippo Vardelli
- Resp. Settore Giovanile: Simone Zamboni
- Resp. Minibasket: Giulio Coppeta

- Allenatore: Gennaro Di Carlo
- Assistenti: Filippo Casella, Andrea Fanaletti
- Preparatore Atletico: Marco Merli[4]
- Ortopedico: Alberto Fioruzzi, Eugenio Jannelli
- Fisioterapista: Alessandro De Joannon[5]

## Roster
Aggiornato al 20 marzo 2019.
| Bakery Piacenza 2018-19 | Bakery Piacenza 2018-19 |
| Giocatori               | Staff tecnico           |
| ----------------------- | ----------------------- |

| N. | Naz.                                                   | Ruolo | Nome                | Anno | Alt.   | Peso   |  |
| -- | ------------------------------------------------------ | ----- | ------------------- | ---- | ------ | ------ |  |
| 0  | Italia (bandiera)                                      | AG    | Riccardo Castelli   | 1988 | 200 cm | 90 kg  |  |
| 1  | Italia (bandiera)                                      | G     | Davide Liberati     | 1992 | 190 cm | 88 kg  |  |
| 1  | Stati Uniti (bandiera)                                 | P     | Keith Appling       | 1992 | 185 cm | 80 kg  |  |
| 4  | Stati Uniti (bandiera) · Macedonia del Nord (bandiera) | P     | Marques Green       | 1982 | 165 cm | 80 kg  |  |
| 8  | Italia (bandiera)                                      | C     | Andrea Spera        | 1996 | 206 cm | 102 kg |  |
| 9  | Italia (bandiera)                                      | AG    | Riccardo Perego (C) | 1981 | 202 cm | 88 kg  |  |
| 10 | Malta (bandiera)                                       | C     | Kurt Cassar         | 1999 | 208 cm |        |  |
| 11 | Italia (bandiera)                                      | P     | Filippo Guerra      | 1997 | 188 cm |        |  |
| 13 | Italia (bandiera)                                      | AP    | Riccardo Pederzini  | 1989 | 200 cm | 85 kg  |  |
| 15 | Italia (bandiera)                                      | C     | Andrea Crosariol    | 1984 | 212 cm | 114 kg |  |
| 17 | Italia (bandiera)                                      | G     | Andrea Pastore      | 1994 | 190 cm | 85 kg  |  |
| 20 | Stati Uniti (bandiera) · Danimarca (bandiera)          | G     | Alan Voskuil        | 1986 | 191 cm | 80 kg  |  |
| 21 | Canada (bandiera)                                      | AC    | Michael Fraser      | 1984 | 203 cm | 111 kg |  |
| 24 | Italia (bandiera)                                      | A     | Luca Bracchi        | 2000 | 193 cm |        |  |
| 32 | Italia (bandiera)                                      | G     | Alessandro Buffo    | 1999 | 193 cm | 91 kg  |  |

| Allenatore                                                                                       |
| - Gennaro Di Carlo                                                                               |
| Assistente/i                                                                                     |
| - Filippo Casella - Andrea Fanaletti Legenda - (C) Capitano - (IN) Inattivo - Infortunato Roster |

## Mercato

### Sessione estiva
| Acquisti | Acquisti          | Acquisti          | Acquisti   | Acquisti |
| R.       | Nome              | da                | Modalità   |          |
| -------- | ----------------- | ----------------- | ---------- | -------- |
| AC       | Michael Fraser    | Rosa Radom        | definitivo |          |
| G        | Andrea Pastore    | Latina Basket     | definitivo |          |
| AG       | Riccardo Castelli | Pall. Forlì 2.015 | definitivo |          |
| P        | Marques Green     | Jesi Academy      | definitivo |          |
| G        | Alessandro Buffo  | PMS Basketball    | definitivo |          |
| C        | Kurt Cassar       | Stella Azzurra    | definitivo |          |
| C        | Andrea Crosariol  | Pall. Cantù       | definitivo |          |

| Cessioni | Cessioni          | Cessioni       | Cessioni       | Cessioni |
| R.       | Nome              | a              | Modalità       |          |
| -------- | ----------------- | -------------- | -------------- | -------- |
| P        | Nicolàs Stanic    | San Severo     | fine contratto |          |
| AG       | Duilio Birindelli | Pall. Vigevano | fine contratto |          |
| G        | Santiago Bruno    | Fulgor Omegna  | fine contratto |          |
| P        | Roberto Maggio    | Virtus Salerno | fine contratto |          |
| AG       | Angelo Guaccio    | Omnia Pavia    | fine contratto |          |

### Dopo l'inizio della stagione
| Acquisti | Acquisti      | Acquisti       | Acquisti          | Acquisti   |
| R.       | Nome          | da             | Data              | Modalità   |
| -------- | ------------- | -------------- | ----------------- | ---------- |
| G        | Alan Voskuil  | Free agent     | 29 settembre 2018 | definitivo |
| C        | Andrea Spera  | Basket Cecina  | 22 febbraio 2019  | definitivo |
| P        | Keith Appling | Atenas Córdoba | 19 marzo 2019     | definitivo |

| Cessioni | Cessioni         | Cessioni       | Cessioni          | Cessioni    |
| R.       | Nome             | a              | Data              | Modalità    |
| -------- | ---------------- | -------------- | ----------------- | ----------- |
| AC       | Michael Fraser   | Free agent     | 28 settembre 2018 | rescissione |
| G        | Davide Liberati  | Kleb Ferrara   | 7 novembre 2018   | rescissione |
| C        | Andrea Crosariol | Pistoia Basket | 19 febbraio 2019  | rescissione |
| G        | Alessandro Buffo | Kleb Ferrara   | 2 marzo 2019      | rescissione |

## Risultati

### Serie A2

#### Regular season

##### Girone di andata
| Arbitri: | Gagliardi (Anagni) Gagno (Spresiano) Lupelli (Aprilia) |

|                                     |            |                                             |
| White 23 Mays, Chiumenti 16 Reati 9 | Punti      | 19 Pederzini, Crosariol 15 Pastore 12 Green |
| Chiumenti 4                         | Assist     | 9 Green                                     |
| White 16                            | Rimbalzi   | 13 Crosariol                                |
| Giovanni Benedetto                  | Allenatori | Claudio Coppeta                             |

| Arbitri: | Longobucco (Ciampino) Raimondo (Scicli) Lestingi (Anzio) |

|                                     |            |                                 |
| Castelli 25 Pederzini 16 Voskuil 13 | Punti      | 19 Burnett 17 Wayns 15 Lombardi |
| Green 10                            | Assist     | 7 Burnett                       |
| Castelli 9                          | Rimbalzi   | 11 Lombardi                     |
| Claudio Coppeta                     | Allenatori | Massimiliano Menetti            |

| Arbitri: | Noce (Latina) Marota (San Benedetto del Tronto) Tarascio (Priolo Gargallo) |

|                                             |            |                                     |
| Hall, Swann 21 Fantoni 13 Panni, De Zardo 6 | Punti      | 17 Pederzini 12 Crosariol 10 Perego |
| Hall, Swann, Panni 3                        | Assist     | 7 Pederzini                         |
| Hall 13                                     | Rimbalzi   | 8 Castelli                          |
| Andrea Bonacina                             | Allenatori | Claudio Coppeta                     |

| Arbitri: | Tirozzi (Bologna) Chersicla (Oggiono) Calella (Bologna) |

|                                      |            |                                |
| Voskuil 29 Crosariol 17 Pederzini 16 | Punti      | 27 Rinaldi 18 Jones 17 Dillard |
| Green 10                             | Assist     | 10 Dillard                     |
| Crosariol 7                          | Rimbalzi   | 13 Jones                       |
| Claudio Coppeta                      | Allenatori | Damiano Cagnazzo               |

| Arbitri: | Dori (Mirano) Bramante (San Martino Buon Albergo) Valzani (Corbetta) |

|                                            |            |                                                       |
| Voskuil 19 Crosariol 18 Green, Castelli 14 | Punti      | 22 Akele 12 Person Jr., Bushati 11 Rodríguez, Sherrod |
| Green 10                                   | Assist     | 3 Rodríguez, Nikolić, Sherrod                         |
| Green 7                                    | Rimbalzi   | 10 Akele                                              |
| Claudio Coppeta                            | Allenatori | Germano D'Arcangeli                                   |

| Arbitri: | Radaelli (Rho) Nuara (Selvazzano Dentro) Perocco (Ponzano Veneto) |

|                                 |            |                                  |
| Corbett 17 Amoroso 14 Simmons 9 | Punti      | 22 Green 18 Crosariol 14 Voskuil |
| Corbett 6                       | Assist     | 6 Green                          |
| Simmons 12                      | Rimbalzi   | 8 Crosariol                      |
| Cesare Pancotto                 | Allenatori | Claudio Coppeta                  |

| Arbitri: | Yang Yao (Vigasio) Saraceni (Zola Predosa) Martellosio (Buccinasco) |

|                                          |            |                                          |
| Johnson, Lawson 21 Marini 15 Bonacini 11 | Punti      | 16 Crosariol 11 Green, Castelli 9 Cassar |
| Giachetti 7                              | Assist     | 5 Green                                  |
| De Laurentiis 10                         | Rimbalzi   | 8 Green                                  |
| Giorgio Valli                            | Allenatori | Claudio Coppeta                          |

| Arbitri: | Maschio (Firenze) Catani (Pescara) Mottola (Taranto) |

|                                   |            |                                        |
| Voskuil 33 Pederzini 13 Perego 12 | Punti      | 19 Candussi 13 Udom 12 Ferguson, Amato |
| Green 10                          | Assist     | 8 Amato                                |
| Perego, Green, Voskuil 6          | Rimbalzi   | 10 Candussi                            |
| Claudio Coppeta                   | Allenatori | Luca Dalmonte                          |

| Arbitri: | Salustri (Roma) Raimondo (Scicli) Valzani (Corbetta) |

|                                   |            |                                 |
| Raspino 19 Warren 18 Ghersetti 11 | Punti      | 20 Castelli 16 Green 11 Voskuil |
| Vencato 7                         | Assist     | 6 Green                         |
| Morse 7                           | Rimbalzi   | 7 Green                         |
| Alessandro Finelli                | Allenatori | Claudio Coppeta                 |

| Arbitri: | Rudellat (Nuoro) Bramante (San Martino Buon Albergo) Capozziello (Brindisi) |

|                                  |            |                                    |
| Voskuil 25 Green 17 Pederzini 10 | Punti      | 17 Leunen 11 Cinciarini 9 Rosselli |
| Green 12                         | Assist     | 6 Rosselli                         |
| Crosariol 7                      | Rimbalzi   | 9 Rosselli                         |
| Gennaro Di Carlo                 | Allenatori | Antimo Martino                     |

| Arbitri: | Wassermann (Trieste) Capurro (Reggio Calabria) Valleriani (Ferentino) |

|                                          |            |                                     |
| Bowers 22 Raymond 19 Magrini, Simioni 10 | Punti      | 19 Pederzini 18 Perego 13 Crosariol |
| Fultz 5                                  | Assist     | 5 Green, Voskuil                    |
| Crow 9                                   | Rimbalzi   | 12 Crosariol                        |
| Emanuele Di Paolantonio                  | Allenatori | Gennaro Di Carlo                    |

| Arbitri: | Longobucco (Ciampino) Nuara (Selvazzano Dentro) Puccini (Genova) |

|                                   |            |                              |
| Perego 17 Voskuil 16 Crosariol 14 | Punti      | 19 Miles 17 Johnson 12 Rullo |
| Green 11                          | Assist     | 6 Bucarelli                  |
| Crosariol 15                      | Rimbalzi   | 7 Janelidze                  |
| Gennaro Di Carlo                  | Allenatori | Alessandro Iacozza           |

| Arbitri: | Scrima (Catanzaro) Buttinelli (Cerveteri) Morassutti (Sassari) |

|                                   |            |                                    |
| Powell 22 Simpson 19 Spanghero 13 | Punti      | 20 Voskuil 14 Crosariol 11 Pastore |
| Simpson 8                         | Assist     | 7 Crosariol                        |
| Powell 11                         | Rimbalzi   | 7 Crosariol                        |
| Devis Cavina                      | Allenatori | Gennaro Di Carlo                   |

| Arbitri: | Ciaglia (Caserta) D'Amato (Roma) Valzani (Corbetta) |

|                                   |            |                                 |
| Castelli 19 Green 17 Pederzini 14 | Punti      | 28 Smith 17 Hairston 12 Montano |
| Green 12                          | Assist     | 3 Hairston                      |
| Crosariol 10                      | Rimbalzi   | 9 Hairston                      |
| Gennaro Di Carlo                  | Allenatori | Andrea Mazzon                   |

| Arbitri: | Gagliardi (Anagni) Capurro (Reggio Calabria) Calella (Bologna) |

|                               |            |                                                |
| Formenti 25 Ogide 16 Murry 11 | Punti      | 17 Crosariol 14 Castelli, Pastore 12 Pederzini |
| Sabatini 8                    | Assist     | 6 Crosariol                                    |
| Ogide 7                       | Rimbalzi   | 7 Green                                        |
| Gabriele Ceccarelli           | Allenatori | Gennaro Di Carlo                               |

##### Girone di ritorno
| Arbitri: | Scrima (Catanzaro) Pecorella (Trani) Morassutti (Sassari) |

|                                  |            |                                  |
| Voskuil 25 Crosariol 18 Green 12 | Punti      | 19 Gasparin 16 Chiumenti 11 Mays |
| Green 9                          | Assist     | 4 Gasparin                       |
| Crosariol 7                      | Rimbalzi   | 5 Reati, Ba                      |
| Gennaro Di Carlo                 | Allenatori | Giovanni Benedetto               |

| Arbitri: | Salustri (Roma) Gonella (Genova) Marziali (Fermo) |

|                                             |            |                                |
| Antonutti, Tessitori 18 Burnett 15 Imbrò 12 | Punti      | 32 Voskuil 14 Green 7 Castelli |
| Burnett 7                                   | Assist     | 6 Green                        |
| Tessitori 12                                | Rimbalzi   | 7 Voskuil                      |
| Massimiliano Menetti                        | Allenatori | Gennaro Di Carlo               |

| Arbitri: | Longobucco (Ciampino) Foti (Vittuone) Mottola (Taranto) |

|                                   |            |                                |
| Voskuil 27 Pastore 18 Castelli 16 | Punti      | 24 Swann 14 Ganeto 13 Campbell |
| Green 12                          | Assist     | 6 Campbell                     |
| Crosariol 8                       | Rimbalzi   | 9 Molinaro                     |
| Gennaro Di Carlo                  | Allenatori | Andrea Bonacina                |

| Arbitri: | Brindisi (Torino) Tallon (Bologna) Bramante (San Martino Buon Albergo) |

|                               |            |                                 |
| Totè 21 Dillard 20 Knowles 19 | Punti      | 28 Voskuil 16 Castelli 12 Green |
| Dillard, Totè 5               | Assist     | 8 Green                         |
| Totè 13                       | Rimbalzi   | 10 Crosariol                    |
| Damiano Cagnazzo              | Allenatori | Gennaro Di Carlo                |

| Arbitri: | Terranova (Ferrara) Scrima (Catanzaro) Barbiero (Milano) |

|                                            |            |                                   |
| Person jr. 46 Pierich, Akele 16 Sherrod 12 | Punti      | 32 Pastore 22 Voskuil 16 Castelli |
| Rodríguez 6                                | Assist     | 4 Castelli, Pastore               |
| Akele, Sherrod 8                           | Rimbalzi   | 8 Crosariol                       |
| Germano D'Arcangeli                        | Allenatori | Gennaro Di Carlo                  |

| Arbitri: | Salustri (Roma) Pecorella (Trani) Giovannetti (Rivoli) |

|                                |            |                                           |
| Voskuil 18 Pastore 15 Green 12 | Punti      | 19 Corbett 15 Testa, Amoroso 8 Mastellari |
| Green 9                        | Assist     | 5 Corbett                                 |
| Castelli 9                     | Rimbalzi   | 11 Simmons                                |
| Gennaro Di Carlo               | Allenatori | Cesare Pancotto                           |

| Arbitri: | Masi (Firenze) Maffei (Preganziol) Valleriani (Ferentino) |

|                                           |            |                                         |
| Perego 20 Voskuil, Cassar 14 Pederzini 10 | Punti      | 21 Marini, Oxilia 14 Diliegro 11 Lawson |
| Green 8                                   | Assist     | 6 Giachetti                             |
| Perego, Cassar 6                          | Rimbalzi   | 12 Diliegro                             |
| Gennaro Di Carlo                          | Allenatori | Giorgio Valli                           |

| Arbitri: | Ursi (Livorno) Solfanelli (Livorno) Perocco (Ponzano Veneto) |

|                                 |            |                                    |
| Severini 18 Poletti 16 Amato 14 | Punti      | 15 Voskuil 12 Pederzini 9 Castelli |
| Ferguson 9                      | Assist     | 6 Pastore                          |
| Candussi 10                     | Rimbalzi   | 7 Spera, Cassar                    |
| Luca Dalmonte                   | Allenatori | Gennaro Di Carlo                   |

| Arbitri: | Dionisi (Fabriano) Caruso (Pavia) Marota (San Benedetto del Tronto) |

|                                 |            |                                   |
| Pederzini 14 Voskuil 11 Green 7 | Punti      | 20 Morse 15 Ghersetti 11 Visconti |
| Green 4                         | Assist     | 4 Maspero                         |
| Castelli 9                      | Rimbalzi   | 16 Morse                          |
| Gennaro Di Carlo                | Allenatori | Alessandro Finelli                |

| Arbitri: | Gagliardi (Anagni) Gagno (Spresiano) Pazzaglia (Pesaro) |

|                                    |            |                                        |
| Hasbrouck 19 Pini 16 Mancinelli 13 | Punti      | 14 Spera 13 Castelli 11 Voskuil, Green |
| Leunen 8                           | Assist     | 9 Green                                |
| Benevelli 9                        | Rimbalzi   | 9 Spera                                |
| Antimo Martino                     | Allenatori | Gennaro Di Carlo                       |

| Arbitri: | Dori (Mirano) Longobucco (Ciampino) Del Greco (Verona) |

|                                            |            |                              |
| Pastore 17 Appling 16 Voskuil, Castelli 13 | Punti      | 31 Raymond 15 Simioni 9 Crow |
| Appling 4                                  | Assist     | 5 Bowers                     |
| Spera, Castelli 7                          | Rimbalzi   | 6 Simioni                    |
| Gennaro Di Carlo                           | Allenatori | Emanuele Di Paolantonio      |

| Arbitri: | Beneduce (Caserta) Maschio (Firenze) Patti (Montesilvano) |

|                                       |            |                               |
| Miles 25 Johnson, Diop 20 Picarelli 7 | Punti      | 26 Appling 14 Cassar 12 Green |
| Miles, Rullo 5                        | Assist     | 4 Green                       |
| Diop 10                               | Rimbalzi   | 7 Appling                     |
| Alessandro Iacozza                    | Allenatori | Gennaro Di Carlo              |

| Arbitri: | Masi (Firenze) Terranova (Ferrara) Martellosio (Buccinasco) |

|                               |            |                                 |
| Appling 22 Cassar 14 Green 12 | Punti      | 24 Powell 14 Simpson 13 Nikolic |
| Green 6                       | Assist     | 5 Amici                         |
| Appling 8                     | Rimbalzi   | 8 Pellegrino                    |
| Gennaro Di Carlo              | Allenatori | Alberto Martelossi              |

| Arbitri: | Moretti (Marsciano) Caruso (Pavia) Pecorella (Trani) |

|                                  |            |                                           |
| Smith 33 Masciadri 17 Montano 12 | Punti      | 31 Appling 20 Castelli 14 Pastore, Perego |
| Smith, Gandini 4                 | Assist     | 5 Appling, Green                          |
| Hairston 12                      | Rimbalzi   | 6 Spera                                   |
| Andrea Mazzon                    | Allenatori | Gennaro Di Carlo                          |

| Arbitri: | Cappello (Porto Empedocle) Boscolo Nale (Chioggia) Foti (Vittuone) |

|                                  |            |                               |
| Appling 24 Perego 14 Castelli 13 | Punti      | 30 Ogide 16 Formenti 12 Murry |
| Green 7                          | Assist     | 5 Sabatini                    |
| Appling 6                        | Rimbalzi   | 12 Ogide                      |
| Gennaro Di Carlo                 | Allenatori | Gabriele Ceccarelli           |

#### Play-out

##### Primo turno
| Arbitri: | Rudellat (Nuoro) Marota (San Benedetto del Tronto) Patti (Montesilvano) |

|                                   |            |                                      |
| Appling 20 Castelli 16 Pastore 15 | Punti      | 23 Ojo 16 Ingrosso 12 Paolin, Raucci |
| Appling 5                         | Assist     | 3 Ojo                                |
| Castelli 10                       | Rimbalzi   | 9 Ingrosso                           |
| Gennaro Di Carlo                  | Allenatori | Luca Vettese                         |

| Arbitri: | Bartoli (Trieste) Catani (Pescara) Gonella (Genova) |

|                                  |            |                            |
| Appling 29 Castelli 18 Perego 13 | Punti      | 39 Raucci 27 Ojo 7 Paolin  |
| Green 7                          | Assist     | 3 Hall, Paolin, Sorrentino |
| Perego 14                        | Rimbalzi   | 13 Raucci                  |
| Gennaro Di Carlo                 | Allenatori | Luca Vettese               |

| Arbitri: | Ciaglia (Caserta) Maschio (Firenze) Pellicani (Ronchi dei Legionari) |

|                              |            |                                          |
| Raucci 15 Ingrosso 14 Ojo 11 | Punti      | 23 Pastore 17 Appling 11 Green, Castelli |
| Guaccio 3                    | Assist     | 11 Green                                 |
| Raucci, Ingrosso, Guaccio 6  | Rimbalzi   | 6 Castelli                               |
| Luca Vettese                 | Allenatori | Gennaro Di Carlo                         |

##### Secondo turno
| Arbitri: | Brindisi (Torino) Gagliardi (Anagni) Perocco (Ponzano Veneto) |

|                                  |            |                                 |
| Appling 31 Perego 18 Castelli 15 | Punti      | 28 Raffa 27 Thomas 11 Bortolani |
| Green 9                          | Assist     | 6 Raffa                         |
| Castelli 11                      | Rimbalzi   | 12 Thomas                       |
| Gennaro Di Carlo                 | Allenatori | Alberto Mazzetti                |

| Arbitri: | Cappello (Porto Empedocle) Salustri (Roma) Valleriani (Ferentino) |

|                               |            |                                   |
| Appling 27 Green 19 Cassar 14 | Punti      | 19 Bortolani 16 Raffa 15 Bozzetto |
| Green 8                       | Assist     | 5 Ferri                           |
| Cassar 14                     | Rimbalzi   | 14 Bozzetto                       |
| Gennaro Di Carlo              | Allenatori | Alberto Mazzetti                  |

| Arbitri: | Di Toro (Perugia) Yang Yao (Vigasio) Saraceni (Zola Predosa) |

|                                 |            |                                   |
| Raffa 30 Thomas 21 Bortolani 11 | Punti      | 27 Appling 14 Castelli 13 Pastore |
| Ferri 8                         | Assist     | 5 Perego                          |
| Bozzetto 10                     | Rimbalzi   | 7 Spera                           |
| Alberto Mazzetti                | Allenatori | Gennaro Di Carlo                  |

| Arbitri: | Bartoli (Trieste) Boscolo Nale (Chioggia) Tirozzi (Bologna) |

|                             |            |                                        |
| Thomas 30 Raffa 19 Ferri 11 | Punti      | 29 Appling 13 Castelli 8 Green, Guerra |
| Raffa, Ferri 7              | Assist     | 7 Green                                |
| Bozzetto 13                 | Rimbalzi   | 7 Guerra                               |
| Alberto Mazzetti            | Allenatori | Gennaro Di Carlo                       |

| Arbitri: | Masi (Firenze) Pierantozzi (Ascoli Piceno) Wassermann (Trieste) |

|                                               |            |                                        |
| Pastore, Perego 14 Appling 10 Green, Guerra 9 | Punti      | 19 Thomas, Bortolani 18 Ferri 14 Raffa |
| Green 5                                       | Assist     | 4 Raffa, Thomas, Ferri                 |
| Perego, Castelli 6                            | Rimbalzi   | 10 Bozzetto                            |
| Gennaro Di Carlo                              | Allenatori | Alberto Mazzetti                       |

## Statistiche
Aggiornate al 3 maggio 2019.

### Andamento in campionato
| Giornata  | 1  | 2  | 3  | 4  | 5  | 6 | 7  | 8  | 9  | 10 | 11 | 12 | 13 | 14 | 15 | 16 | 17 | 18 | 19 | 20 | 21 | 22 | 23 | 24 | 25 | 26 | 27 | 28 | 29 | 30 |
| --------- | -- | -- | -- | -- | -- | - | -- | -- | -- | -- | -- | -- | -- | -- | -- | -- | -- | -- | -- | -- | -- | -- | -- | -- | -- | -- | -- | -- | -- | -- |
| Luogo     | T  | C  | T  | C  | C  | T | T  | C  | T  | C  | T  | C  | T  | C  | T  | C  | T  | C  | T  | T  | C  | C  | T  | C  | T  | C  | T  | C  | T  | C  |
| Risultato | P  | P  | P  | V  | V  | V | P  | P  | P  | V  | P  | P  | P  | V  | P  | V  | P  | V  | P  | P  | P  | P  | P  | P  | P  | P  | P  | P  | V  | V  |
| Posizione | 12 | 16 | 16 | 11 | 11 | 9 | 11 | 12 | 14 | 12 | 13 | 12 | 12 | 13 | 13 | 12 | 11 | 11 | 13 | 13 | 15 | 15 | 15 | 15 | 15 | 15 | 15 | 16 | 16 | 14 |

Legenda:

Luogo: C = Casa; T = Trasferta. Risultato: V = Vittoria; N = Pareggio; P = Sconfitta.

### Statistiche di squadra
| Competizione        | Punti | In casa | In casa | In casa | In casa | In casa | In trasferta | In trasferta | In trasferta | In trasferta | In trasferta | Totale | Totale | Totale | Totale | Totale | Totale |
| Competizione        | Punti | G       | V       | P       | Ptf     | Pts     | G            | V            | P            | Ptf          | Pts          | G      | V      | P      | Ptf    | Pts    | Diff.  |
| ------------------- | ----- | ------- | ------- | ------- | ------- | ------- | ------------ | ------------ | ------------ | ------------ | ------------ | ------ | ------ | ------ | ------ | ------ | ------ |
| Serie A2            | 18    | 15      | 7       | 8       | 1208    | 1218    | 15           | 2            | 13           | 1123         | 1293         | 30     | 9      | 21     | 2331   | 2511   | -180   |
| Serie A2 (Play-out) | -     | 5       | 3       | 2       | 417     | 437     | 3            | 2            | 1            | 237          | 232          | 8      | 5      | 3      | 654    | 669    | -15    |
| Totale              | -     | 20      | 10      | 10      | 1625    | 1655    | 18           | 4            | 14           | 1360         | 1525         | 38     | 14     | 24     | 2985   | 3180   | -195   |

### Statistiche dei giocatori

#### In campionato
| Nome               | G  | Pun | Min  | Falli | Falli | Tiri da 2 | Tiri da 2 | Tiri da 2 | Tiri da 3 | Tiri da 3 | Tiri da 3 | Tiri Liberi | Tiri Liberi | Tiri Liberi | Rimbalzi | Rimbalzi | Rimbalzi | Stop | Stop | Palle | Palle | Ass | Val | OER   |
| Nome               | G  | Pun | Min  | C     | S     | R         | T         | %         | R         | T         | %         | R           | T           | %           | O        | D        | T        | D    | S    | P     | R     | Ass | Val | OER   |
| ------------------ | -- | --- | ---- | ----- | ----- | --------- | --------- | --------- | --------- | --------- | --------- | ----------- | ----------- | ----------- | -------- | -------- | -------- | ---- | ---- | ----- | ----- | --- | --- | ----- |
| Riccardo Castelli  | 28 | 323 | 790  | 87    | 87    | 83        | 155       | 54        | 33        | 102       | 32        | 58          | 80          | 73          | 18       | 122      | 140      | 3    | 9    | 61    | 25    | 48  | 306 | 25,26 |
| Davide Liberati    | 2  | 0   | 20   | 2     | 1     | 0         | 0         | 0         | 0         | 3         | 0         | 0           | 0           | 0           | 0        | 1        | 1        | 0    | 0    | 1     | 3     | 0   | -1  | 0,00  |
| Keith Appling      | 5  | 119 | 182  | 18    | 34    | 28        | 62        | 45        | 7         | 27        | 26        | 42          | 49          | 86          | 2        | 24       | 26       | 0    | 5    | 13    | 8     | 13  | 103 | 4,70  |
| Marques Green      | 29 | 280 | 1059 | 63    | 51    | 31        | 96        | 32        | 63        | 163       | 39        | 29          | 33          | 88          | 17       | 122      | 139      | 0    | 4    | 72    | 62    | 216 | 440 | 23,39 |
| Andrea Spera       | 8  | 43  | 135  | 23    | 9     | 18        | 37        | 49        | 0         | 0         | 0         | 7           | 10          | 70          | 16       | 32       | 48       | 2    | 1    | 6     | 3     | 3   | 56  | 7,17  |
| Riccardo Perego    | 28 | 230 | 559  | 55    | 42    | 102       | 177       | 58        | 2         | 5         | 40        | 20          | 29          | 69          | 21       | 74       | 95       | 3    | 4    | 29    | 10    | 30  | 235 | 28,56 |
| Kurt Cassar        | 25 | 119 | 278  | 62    | 32    | 49        | 89        | 55        | 0         | 5         | 0         | 21          | 36          | 58          | 17       | 49       | 66       | 4    | 4    | 25    | 1     | 11  | 82  | 21,72 |
| Filippo Guerra     | 27 | 31  | 182  | 31    | 22    | 7         | 22        | 32        | 3         | 19        | 16        | 8           | 10          | 80          | 9        | 16       | 25       | 2    | 0    | 19    | 6     | 16  | 19  | 12,88 |
| Riccardo Pederzini | 23 | 248 | 700  | 55    | 52    | 99        | 192       | 52        | 3         | 21        | 14        | 41          | 49          | 84          | 22       | 45       | 67       | 4    | 2    | 30    | 21    | 60  | 246 | 21,32 |
| Andrea Crosariol   | 21 | 259 | 641  | 57    | 62    | 112       | 196       | 57        | 0         | 1         | 0         | 35          | 54          | 65          | 38       | 109      | 147      | 23   | 3    | 56    | 10    | 56  | 337 | 19,43 |
| Andrea Pastore     | 29 | 234 | 658  | 73    | 35    | 35        | 81        | 43        | 50        | 113       | 44        | 14          | 14          | 100         | 14       | 54       | 68       | 4    | 6    | 40    | 24    | 45  | 182 | 28,16 |
| Alan Voskuil       | 25 | 440 | 836  | 58    | 106   | 55        | 114       | 48        | 87        | 197       | 44        | 69          | 76          | 91          | 9        | 84       | 93       | 3    | 5    | 59    | 20    | 48  | 412 | 26,96 |
| Luca Bracchi       | 2  | 0   | 7    | 1     | 0     | 0         | 0         | 0         | 0         | 0         | 0         | 0           | 0           | 0           | 0        | 0        | 0        | 0    | 0    | 0     | 1     | 0   | 0   | 0,00  |
| Alessandro Buffo   | 11 | 5   | 78   | 16    | 2     | 1         | 5         | 20        | 1         | 5         | 20        | 0           | 0           | 0           | 0        | 2        | 2        | 0    | 0    | 3     | 2     | 3   | -13 | 4,23  |

#### Ai Play-out
| Nome               | G | Pun | Min | Falli | Falli | Tiri da 2 | Tiri da 2 | Tiri da 2 | Tiri da 3 | Tiri da 3 | Tiri da 3 | Tiri Liberi | Tiri Liberi | Tiri Liberi | Rimbalzi | Rimbalzi | Rimbalzi | Stop | Stop | Palle | Palle | Ass | Val | OER  |
| Nome               | G | Pun | Min | C     | S     | R         | T         | %         | R         | T         | %         | R           | T           | %           | O        | D        | T        | D    | S    | P     | R     | Ass | Val | OER  |
| ------------------ | - | --- | --- | ----- | ----- | --------- | --------- | --------- | --------- | --------- | --------- | ----------- | ----------- | ----------- | -------- | -------- | -------- | ---- | ---- | ----- | ----- | --- | --- | ---- |
| Riccardo Castelli  | 8 | 101 | 236 | 26    | 37    | 23        | 56        | 41        | 12        | 27        | 44        | 19          | 26          | 15          | 43       | 58       | 140      | 4    | 0    | 18    | 12    | 14  | 127 | 7,09 |
| Keith Appling      | 8 | 190 | 285 | 19    | 39    | 51        | 110       | 46        | 16        | 39        | 41        | 40          | 44          | 91          | 8        | 20       | 28       | 1    | 3    | 25    | 7     | 18  | 150 | 7,76 |
| Marques Green      | 8 | 63  | 287 | 12    | 12    | 4         | 9         | 44        | 15        | 51        | 29        | 10          | 10          | 100         | 2        | 28       | 30       | 0    | 1    | 11    | 15    | 49  | 104 | 6,63 |
| Andrea Spera       | 6 | 31  | 111 | 20    | 11    | 13        | 25        | 52        | 0         | 1         | 0         | 5           | 8           | 63          | 10       | 14       | 24       | 1    | 1    | 8     | 2     | 4   | 28  | 4,89 |
| Riccardo Perego    | 8 | 67  | 214 | 19    | 14    | 27        | 61        | 44        | 1         | 2         | 50        | 10          | 12          | 83          | 14       | 35       | 49       | 0    | 1    | 7     | 3     | 11  | 80  | 7,05 |
| Kurt Cassar        | 8 | 38  | 94  | 19    | 6     | 18        | 39        | 46        | 0         | 1         | 0         | 2           | 3           | 67          | 10       | 16       | 26       | 2    | 3    | 3     | 1     | 3   | 28  | 6,83 |
| Filippo Guerra     | 7 | 38  | 107 | 16    | 1     | 6         | 11        | 55        | 8         | 15        | 53        | 2           | 2           | 100         | 3        | 16       | 19       | 1    | 0    | 6     | 2     | 8   | 35  | 8,06 |
| Riccardo Pederzini | 4 | 20  | 83  | 8     | 9     | 7         | 20        | 35        | 0         | 2         | 0         | 6           | 7           | 86          | 4        | 10       | 14       | 1    | 0    | 6     | 2     | 5   | 21  | 2,54 |
| Andrea Pastore     | 8 | 101 | 252 | 26    | 11    | 9         | 28        | 32        | 26        | 58        | 45        | 5           | 5           | 100         | 6        | 27       | 33       | 0    | 3    | 9     | 5     | 12  | 73  | 8,29 |
| Alan Voskuil       | 0 | 0   | 0   | 0     | 0     | 0         | 0         | 0         | 0         | 0         | 0         | 0           | 0           | 0           | 0        | 0        | 0        | 0    | 0    | 0     | 0     | 0   | 0   | 0,00 |
| Luca Bracchi       | 3 | 5   | 6   | 0     | 0     | 1         | 1         | 100       | 1         | 2         | 50        | 0           | 0           | 0           | 0        | 0        | 0        | 0    | 0    | 0     | 0     | 0   | 4   | 5,00 |